# BR-060
Pour les articles homonymes, voir Route 60.

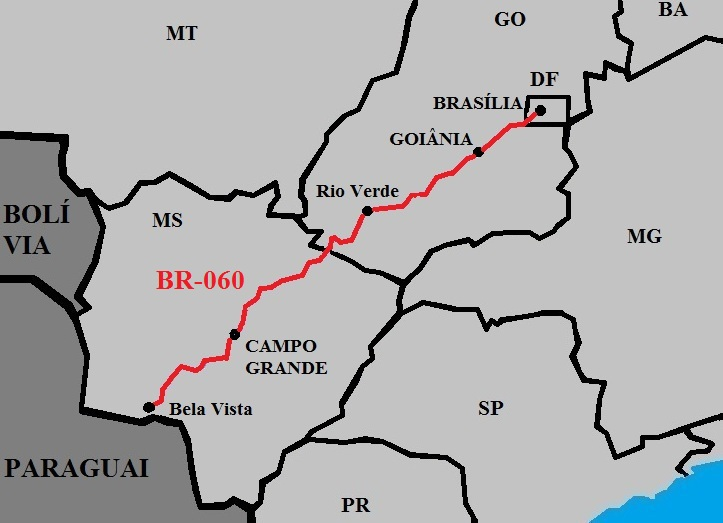
Tracé de la BR-060

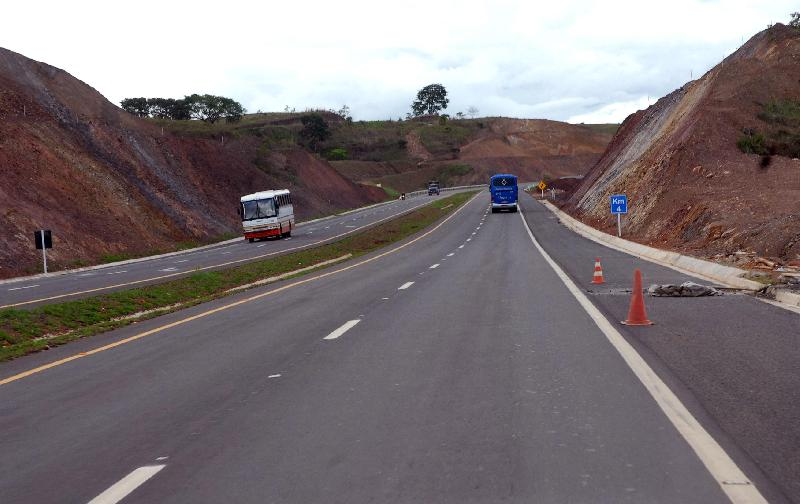
BR-060 entre Goiânia et Brasilia, après des travaux les doubles emplois.

La BR-060 est une route fédérale du Brésil. Son point de départ se situe à Brasília, la capitale fédérale du pays, et elle s'achève à Bela Vista, dans l'État du Mato Grosso do Sul, à la frontière avec le Paraguay. Elle traverse le District fédéral et les États de Goiás et du Mato Grosso do Sul. 
Elle dessert, entre autres villes :
- Anápolis (Goiás) ;
- Goiânia (Goiás) ;
- Rio Verde (Goiás) ;
- Jataí (Goiás) ;
- Campo Grande (Mato Grosso do Sul).

Sa longueur est de 1 329,30 km.